# Museu Etnográfico da Madeira
O Museu Etnográfico da Madeira é um museu etnográfico do arquipélago da Madeira, situado na freguesia e concelho da Ribeira Brava, Madeira, Portugal.
O edifício que alberga o Museu Etnográfico da Madeira é um antigo solar seiscentista, que no século XIX foi transformado numa unidade industrial, tendo sido então montado um engenho de moer cana-de-açúcar. Em 1974, a propriedade foi adquirida pela Junta Geral do Distrito Autónomo do Funchal. Posteriormente, por decisão do Governo Regional, foi alvo de reabilitação e transformação. O museu foi inaugurado em 15 de junho de 1996.
Este solar localizado na antiga Rua da Bagaceira, pertencia ao Convento de Santa Clara do Funchal, que possuía o domínio direto de muitas outras propriedades na Ribeira Brava.
Foi adquirida por Luís Gonçalves da Silva, capitão das ordenanças da Ribeira Brava, que casou em 1682, com D. Antónia de Meneses. O capitão em 1710, decidiu ampliar a sua moradia, acrescentando um piso e, na ilharga sul do prédio, mandou edificar uma capela dedicada ao patriarca São José, onde viria a ser sepultado, onde cujo portal, embora modificado, ainda se encontra implantado na antiga construção e após estas modificações tornou-se o Solar de São José.

## Características
A sua vocação prende-se com a investigação, documentação, conservação e divulgação dos testemunhos da cultura tradicional do arquipélago da Madeira.
Conta com uma área de exposição permanente, organizada por temas: atividades produtivas, transportes, unidades domésticas e comércio tradicional.